# Mesembrinella currani
Mesembrinella currani är en tvåvingeart som beskrevs av Guimaraes 1977. Mesembrinella currani ingår i släktet Mesembrinella och familjen spyflugor. Inga underarter finns listade i Catalogue of Life.